# Dong Yun
Pour les articles homonymes, voir Dong.
Dong Yun (? - 246) fut un haut ministre des Shu. En l’an 223, en tant qu’Officier du Bureau de l’Intérieur, il fut mandaté, avec Du Qiong, par Liu Shan afin de retrouver Zhuge Liang pour repousser une invasion des Wei sur cinq fronts. 
Dong Yun fut un administrateur public très ferme et reconnu par Zhuge Liang comme étant un ministre d’une grande loyauté. Lorsque Zhuge Liang partit en guerre contre les Wei, Dong Yun, de même que Guo Youzhi et Fei Yi, furent assignés Conseillers Privés aux affaires du Palais. Plus tard, il remplaça Fei Yi à la tête du Secrétariat Impérial et lorsque Wei Yan se rebella, il fut envoyé auprès de ce dernier afin de rétablir la situation par voie diplomatique. Toutefois, Wei Yan fut tué avant son arrivée. Enfin, il s’opposa à l’eunuque Huang Hao et fit en sorte de restreindre l’influence de ce dernier.

## Informations complémentaires

### Autres articles
- Trois Royaumes de Chine
- Chroniques des Trois Royaumes